# Morro Velho
Morro Velho em 1907
Morro Velho é um complexo de minas de ouro localizado próximo à cidade de Nova Lima, no estado de Minas Gerais, Brasil. Seu atual proprietário é a AngloGold Ashanti, estabelecida no país como AngloGold Ashanti Brasil Mineração, que opera também a mina de ouro Serra Grande.[carece de fontes?]

## História

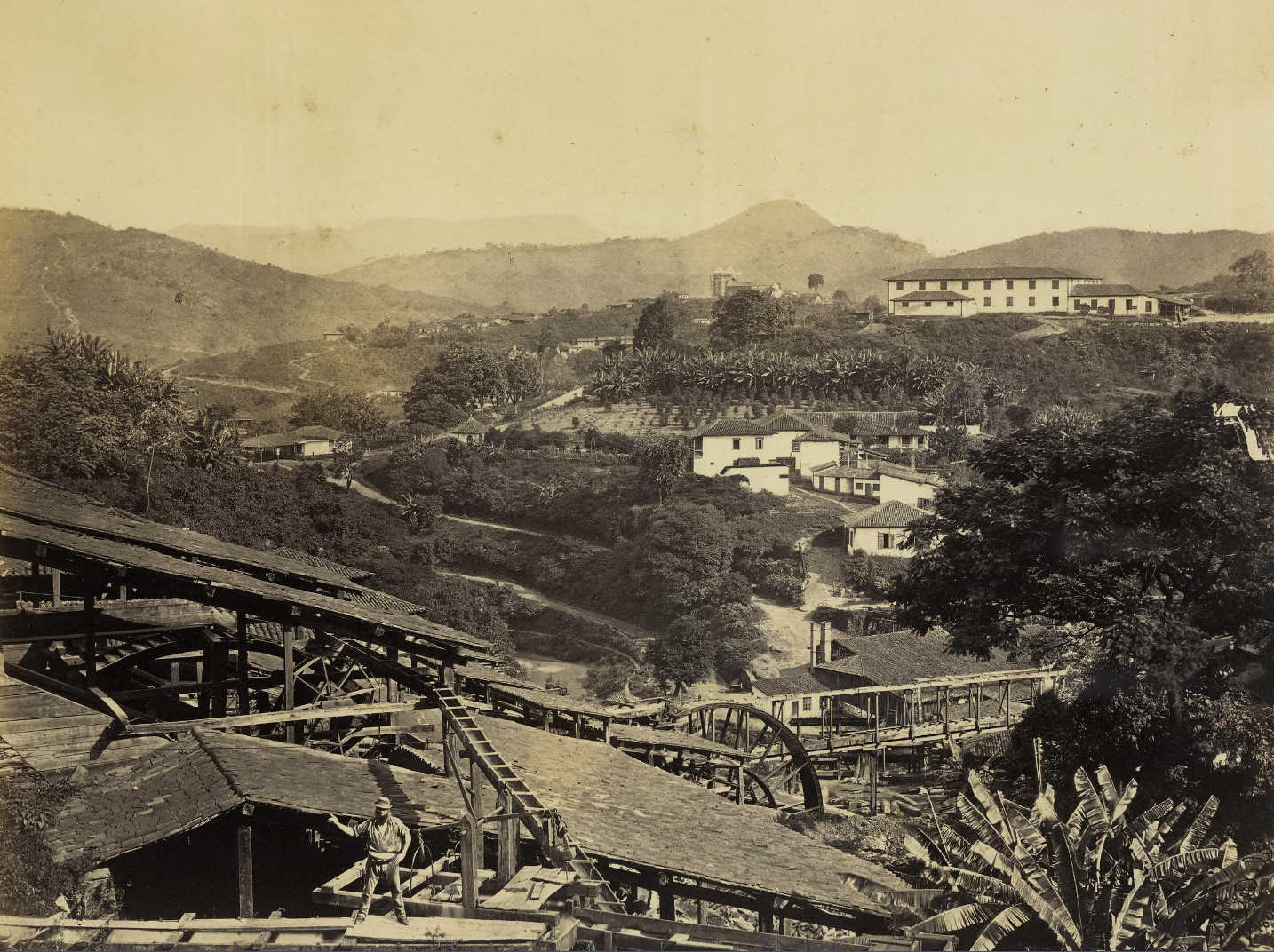
Saint John Del Rey Mining Company 1868

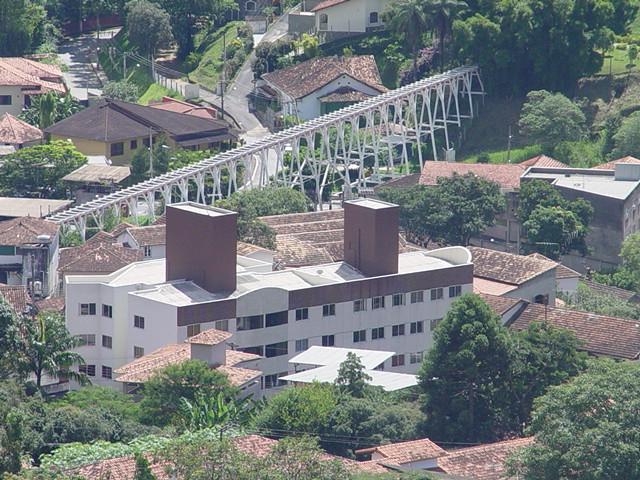
Lugar construido pelos Ingleses com reduto para a passagem de água para a lavagem do ouro

### Saint John del Rey Mining Co.
As minas são exploradas desde 1835, sendo a mais antiga mina de ouro continuamente explorada. Algumas das minas atingem mais de 3 mil metros de profundidade. Sua produção principal é de ouro, prata e arsênio, porém outros minerais também são extraídos do complexo.[carece de fontes?]
A São João d'El Rey Mining Company era uma sociedade anónima, inicialmente estabelecida em abril de 1830 por um grupo de investidores britânicos. A empresa arrendou os direitos para trabalhar as minas de São João d'el Rey, em Minas Gerais, Brasil, entre os proprietários da mina, um médico alemão e três comerciantes britânicos. Uma equipe de mineiros Cornish viajou ao Brasil para começar a trabalhar nas minas em junho e julho de 1830; no entanto, nos primeiros dois anos, a empresa encerrou suas operações devido ao minério de baixa qualidade e questões legais. Depois de pesquisar a região para propriedades de mineração disponíveis, a empresa adquiriu a mina de ouro de Morro Velho, em 1834. Outras minas detidas pela empresa incluiu as minas Espírito Santo e Raposos.[carece de fontes?]
A São João d'El Rey Mining Company começou seu trabalho através da melhoria de equipamentos e infra-estrutura da mina. Embora capital significativo foi dedicado a obras de renovação, a produção da mina aumentou rapidamente, e a empresa paga seus primeiros dividendos em 1842. A São João d'El Rey Mining Company incentivou a imigração de cidadãos britânicos para o Brasil para trabalhar na mina. A companhia também empregou o trabalho de escravos, que predominaram na força de trabalho na mina até a emancipação brasileira no final do século XIX.[carece de fontes?]
Morro Velho sofria de várias catástrofes em meados do século XIX. Em 21 de novembro de 1867, ocorreu um incêndio na mina durante a noite, fazendo a mina a entrar em colapso. A empresa passou sete anos levantamento de capital e de trabalho para reconstruir a mina através da escavação de novos poços de minas. Durante a década de 1870, descobriu-se que o então superintendente da mina, James Gordon, estava envolvido em práticas comerciais fraudulentas, incluindo desvio de recursos da mina e participação em empreendimentos comerciais externas. Gordon foi demitido, e a empresa procurou encontrar um novo superintendente para restaurar a ordem para Morro Velho.[carece de fontes?]
Em 1884, George Chalmers foi contratado como superintendente. Chalmers começou por rever e reestruturar a administração e os processos de trabalho de Morro Velho. Antes de Chalmers foi capaz de fazer melhorias para a própria mina, mas a queda de uma rocha em 10 de novembro de 1886 levou a um colapso gradual de toda a mina durante as semanas seguintes. Como a produção interrompida a empresa entrou em liquidação, Chalmers argumentou para reconstruir a mina através de outro novo par de poços de minas. Embora inicialmente cautelosos com a profundidade proposta desses poços de minas, o conselho, diretores e acionistas foram gradualmente convencidos do plano, e Chalmers retornou ao Brasil em 1887 para restaurar a Morro Velho.[carece de fontes?]
Reconstrução da mina começou na década de 1890. Além de cavar novos poços de minas, Chalmers construiu várias pequenas centrais hidrelétricas para gerar eletricidade para trabalhar na mina. Com o resultado dos esforços de Chalmers, a produção de ouro no Morro Velho ultrapassou os recordes anteriores. No início do século XX, Chalmers também desenhou uma planta de refrigeração inovadora para baixar as temperaturas na mina, e garantiu terra e  recursos para perto da mina para uso futuro. Chalmers deixou seu cargo como superintendente em 1924, depois de quarenta anos com a empresa, e serviu como um engenheiro consultor até sua morte em 1928.[carece de fontes?]
A revolução brasileira em 1930 mudou significativamente as práticas de trabalho e de câmbio para o São João d'El Rey Mining Company. Formação de união de um mineiro na Morro Velho resultou em uma força de trabalho mais estável com benefícios garantidos, enquanto restrições monetárias obrigou a empresa a reinvestir em projetos na mina e na área. conflito continuou entre os supervisores principalmente europeus e os trabalhadores brasileiros resultaram em greves e redução da produção e da infraestrutura de Morro Velho estava na necessidade de renovação.[carece de fontes?]

#### Dissolução
Em 1957, havia duas minas ativas: a mina Morro Velho, em Nova Lima, e o grupo Raposos, próximo a Raposos. Naquele ano, um grupo de investidores adquiriu participação majoritária na empresa e vendeu suas propriedades de ferro para a Hanna Mining Company, de Cleveland, Ohio. A empresa foi formalmente encerrada em 1985.

### AngloGold Ashanti
Embora tenham sido fechadas Mina Velha e Mina Engenho D'Água em 2003 e 2004, a extração de ouro aumentou nos três anos subsequentes, com 240.000 onças (6.800 kg) de ouro em 2004, com uma média de minério de 0,222 onças por tonelada (7,62 gramas por tonelada). Os custos de produção foram de US$ 133 por onça, com lucro operacional de US$ 45 milhões.[carece de fontes?]
Em 2008 o Brasil contribuiu com 8% da produção total da companhia. Em 2009 a mina tinha 3 mil funcionários, sendo 2.250 do quadro permanente.

## Produção
| Ano  | Produção (onças) | Grau (g/t) | Custo por onça (US$) |
| 2003 | 228.000          | 6,84       | 141                  |
| 2004 | 240.000          | 7,85       | 133                  |
| 2005 | 250.000          | 7,27       | 169                  |
| 2006 | 242.000          | 7,60       | 195                  |
| 2007 | 317.000          | 7,48       | 233                  |
| 2008 | 320.000          | 7,62       | 300                  |
| 2009 | 329.000          | 7,02       | 339                  |
| 2010 |                  |            |                      |